# Baureihe 608
De Baureihe 608, vroeger bekend als VT 08 was een dieseltreinstel dat vanaf 1952 door de Deutsche Bundesbahn en de Amerikaanse strijdkrachten in Duitsland werd ingezet.

## Baureihe VT 085
De Baureihe 608 is een vanaf 1952 gebouwde diesel motorkop van de Deutsche Bundesbahn. Samen met niet aangedreven tussen en stuurstandrijtuigen werden aanvankelijk driedelige en later vierdelige treinstellen gevormd voor de langeafstandsdiensten.
De eerste bestelling omvatte 13 driedelige treinstellen en een motorkop. In 1954 volgde een vervolg order van zes motorkoppen en negen tussenrijtuigen. Vooral bij de vierdelige treinstellen werden de stuurstanden vervangen door een motorkop. Zodoende werden uit het wagenpark van 20 motorkoppen, 22 tussenrijtuigen en 13 stuurstanden, 14 treinstellen voor de zogeheten F-Zug gevormd.
In de motorkoppen uit de eerste serie VT 08 501–514 waren een bagage en postafdeling alsmede een keuken en restauratie ondergebracht. De tweede serie VT 08 515–520 kreeg in plaats van de keuken en restauratie normale zitplaatsen. De tussenrijtuigen hadden 10 coupees , de stuurstandrijtuigen hadden zes coupees en een vergaderruimte met tafel. Nadat in 1956 de derde klasse in Europa was afgeschaft hadden de treinstellen alleen nog eerste klas accommodatie.  
Een motorkop had een vermogen van 735 kW en een topsnelheid van 140 km/h. Het onderstel en raamwerk van de bovenbouw zijn opgebouwd uit gelaste zelfdragende spanten. De opvallende frontpartij is na uitgebreide proeven met de VT 92 tot stand gekomen. De treinstellen waren voorzien van een Scharfenbergkoppeling.                  
Op 2 juni 1957 begon in Duitsland het TEE tijdperk met de inzet van de VT 085 in de internationale dienst. In afwachting van de levering van voldoende TEE treinstellen VT 11.5 verzorgde de VT 08 de volgende diensten:
- tot 15 juli 1957 TEE Saphir
- tot 14 oktober 1957 TEE Helvetia
- tot 1 december 1957 TEE Rhein-Main
- tot 28 december 1957 TEE Paris Ruhr

In een aantal gevallen werd de VT-08 ook gebruikt als versterking en daartoe gekoppeld aan een VT 11.5. Voor de TEE diensten werd het DB logo afgedekt met een opzetbord met TEE logo.
Door de aflevering van de vervolgserie motorkoppen slonk de behoefte aan stuurstandrijtuigen. De  VS 08 509–513 werden rond 1957 tot VS 12 505–509 omgebouwd. In 1968 werden ze omgenummerd tot 913 609–613. In 1962 begon de algehele ombouw tot VT 126, waarbij de motorkoppen technisch werden aangepast aan de voorstadstreinen van de serie VT 125 met een vrijwel identieke bovenbouw hadden. Om ze onderling koppelbaar te maken werd de bovenbouw van de VT 08 50 millimeter hoger op de onderbouw geplaatst. De motorkoppen kregen een salonafdeling tweede klas met 44 zitplaatsen. De coupees in de andere rijtuigen werden vrijwel allemaal tot tweede klas omgebouwd hoewel de grootte van de coupees gelijk bleef.
In 1968 kregen de niet verbouwde stellen van de Baureihe VT 085 de computernummering 608.5, de reeds tot VT 126 omgebouwde stellen gingen verder als Baureihe 613. De Baureihe 608.5 verdween op 10 februari 1971 uit het wagenpark van de DB met de ombouw van de laatste 608.5 tot 613. De treinstellen vande Baureihe 613 werden vervolgens voornamelijk ingezet in het voorstadsverkeer in de Harz rond Braunschweig.
Aanvankelijk werden de treinstellen ondergebracht in de depots Hamburg-Altona, Frankfurt-Griesheim en Dortmund Bbf. Later kwam Köln-Nippes daar nog bij. Door de elektrificatie daalde de inzet in het hoogwaardige langeafstandsverkeer en in 1969 vervielen deze diensten. De treinstellen werden toen in de depots Hamburg-Altona en Braunschweig geconcentreerd en vanaf 1982 alleen nog in Braunschweig. De laatste van de twintig gebouwde treinstellen werd in 1985 uitgerangeerd. Een aantal treinstellen werd aan Italië verkocht en deels gerenoveerd, tot inzet in treindiensten kwam het echter niet meer.
De kleurstelling was bij aflevering paars-rood met een grijs dak en een zwarte onderrand die met een gele sierstreep van de paars-rode bovenbouw was gescheiden. De voorruiten kregen een zwarte omlijsting en onder de voorruiten was een geel vleugelwiel met de letters DB aangebracht. In 1955 werd het DB-logo ingevoerd dat ook op de VT 08 het vleugelwiel verving. Hierbij werd ook het zwarte deel rond de ramen wigvormig naar beneden tot om de scharfenbergkoppeling verlengd. De rode kleur behielden de treinen tot ze werden uitgerangeerd.

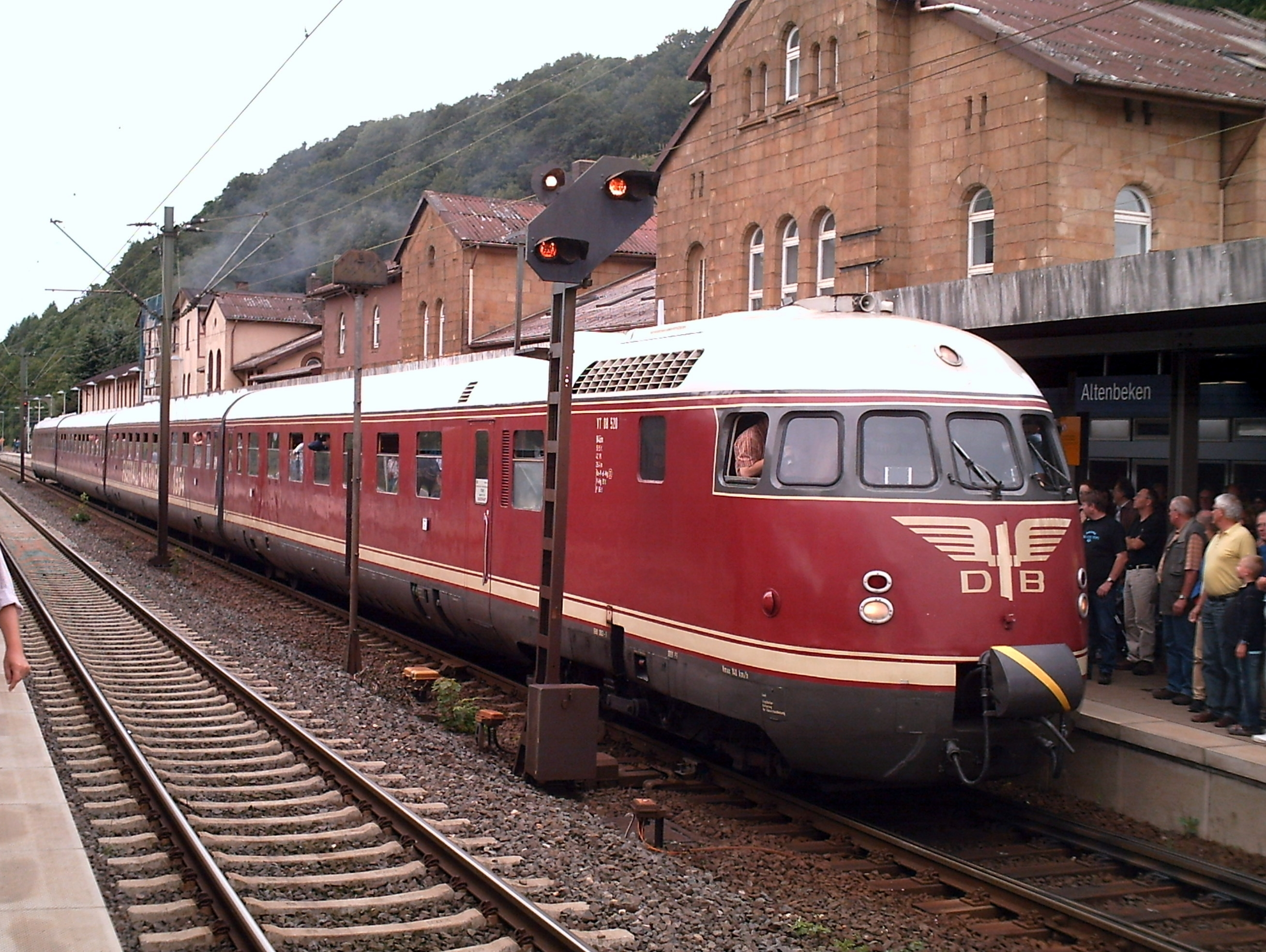
WK-trein VT 08^{5} in Altenbeken

De VT 085 figureerde ook in de speelfilm Das Wunder von Bern als WK-trein. Voor de speelfilm werd een trein bestaande uit motorkop 613 603, tussenrijtuigen 913 510 en 512 en stuurstand 913 603, voorzien van het historisch correcte opschrift „FUSSBALL-WELTMEISTER 1954“. Deze trein is thans in het bezit van het DB-Museum en wordt door de  BSW-Gruppe Braunschweig onderhouden. Intern wordt deze trein door de DB als Baureihe 688 aangemerkt.
Omdat de Deutsche Bahn geen geld wilde steken in groot onderhoud, dat voor augustus 2007 op het programma stond, is in 2008 besloten de trein in bruikleen te geven aan het Lokpark aan de Borsigstraße in Braunschweig waar nu de Braunschweiger Verkehrsfreunden het onderhoud plegen. Het Lokpark is toegankelijk voor het publiek en is onderdeel van het op 13 april 2008 geopende openluchtmuseum Braunschweiger ZeitSchiene. De VT 08 staat nu in de werkplaats Meiningen in de openlucht.

## Baureihe VT 08^{5}

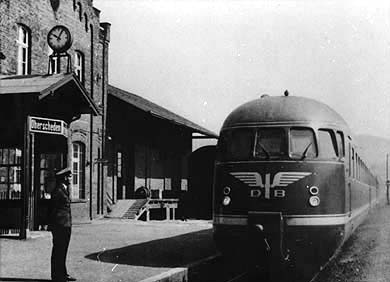
VT 08^{5} als FDt „Roland“ 1953 in Oberscheden (Dransfelder helling)

## Baureihe VT 088
Het tweedelige dieseltreinstel VT 088 is afgeleid van de VT 085.  Het  Amerikaanse leger schafte zes treinstellen aan voor de inzet in Duitsland. De eerste twee, VT 08 801–802, werden uitgevoerd als luxe salonrijtuigen, de andere vier, VT 08 803–806, dienden de medische verzorging en het ziekenvervoer. 
Het eerste exemplaar werd in 1956 gebouwd en had met een vermogen van 736 kW een topsnelheid van 140 km/h. In plaats van de Scharfenbergkoppelingen van de  VT 085 kreeg deze serie normale buffers en schroefkoppeling achter een afdekklep. De stellen werden in groene kleurstelling afgeleverd en kregen in 1973 de TEE kleuren rood en beige. Vijf treinstellen, 608 802–806, werden in 1974 uitgerangeerd, de  608 801 werd pas in 1991 uitgerangeerd. Eind jaren 80 van de twintigste eeuw werd het treinstel verbouwd waarbij de voorramen werden vervangen door een doorlopende ruit overeenkomstig de Baureihe 103.  Het treinstel met als bijnaam  „Der General“ was tot 1990 in gebruik als trein van de Amerikaanse ambassadeur in Duitsland
Na de uitrangering stond het treinstel jarenlang op het emplacement van Heidelberg Hauptbahnhof, tot het gekocht werd door Georg Verkehrsorganisation GmbH (GVG). In 2007 vond groot onderhoud plaats bij Regental Fahrzeugwerkstätten GmbH en werd het treinstel blauw/beige geschilderd. Het treinstel is tegenwoordig opgeslagen in Karlsruhe.
In dit overzicht staan eveneens treinen van de Deutsche Bundesbahn (DB) en van de Deutsche Reichsbahn (DR)